# Ottaviani-Intervention

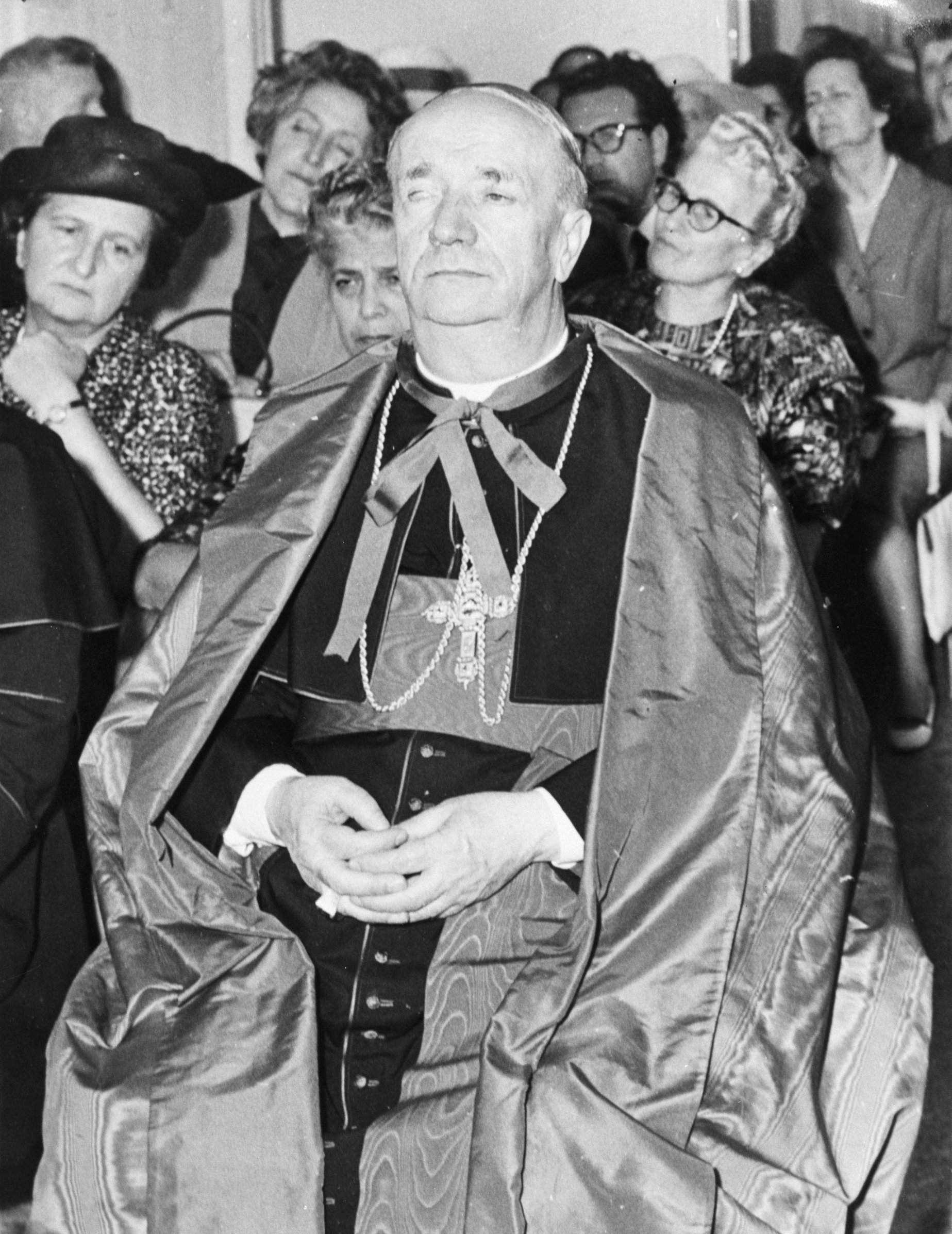
Kardinal Alfredo Ottaviani.

Als Ottaviani-Intervention wurde ein Kurze kritische Untersuchung des neuen „Ordo Missae“ überschriebenes Dokument bekannt. In diesem ca. 15-seitigen Text (datiert 5. Juni 1969) kritisierte eine Gruppe konservativer Theologen die aus ihrer Sicht fehlgeleiteten Aspekte der Liturgiereform der Römisch-katholischen Kirche, die sie als Bruch mit der katholischen Tradition ansahen. Das Dokument wurde auf Initiative des Erzbischofs Marcel Lefebvre durch eine Gruppe konservativer Theologen, darunter der Begründer des Sedisprivationismus, Michel Louis Guérard des Lauriers (1898–1988; 1983 nach seiner unerlaubten Weihe zum Bischof durch Erzbischof Thuc exkommuniziert), und Joaquín Sáenz y Arriaga (1899–1976; 1972 wegen des Vertretens sedivakantistischer Positionen exkommuniziert), ausgearbeitet. Kardinal Alfredo Ottaviani konnte für ein Begleitschreiben und Kardinal Antonio Bacci durch die Principessa Elvina Pallavicini (1914–2004) zu dessen Mitunterzeichnung bewogen werden. Beide Kardinäle übermittelten das Dokument Papst Paul VI. am 25. September 1969.
Thema der in acht Kapitel eingeteilten „Untersuchung“ ist die von Paul VI. im Auftrag des Zweiten Vatikanischen Konzils veröffentlichte Neuausgabe des Missale Romanum. Entsprechend dem Titel handelt es sich nicht um ein das Thema erschöpfendes Dokument. Es werden nur wenige Punkte beleuchtet und diskutiert. Die Liturgiereform wird erheblich kritisiert und theologische Bedenken vorgetragen.
Theologisch kritisiert die „Untersuchung“ eine Überbetonung des Mahlcharakters der Eucharistie und eine zu geringe Betonung als Opfer wie auch der Realpräsenz Christi bei der Wandlung. Diese Kritik betrifft auch die Entfernung des Tabernakels vom Altar und Aufstellung an einem besonderen Ort im Altarraum oder einer Nebenkapelle. Weitere theologische Bedenken betreffen Textstellen, die die Bedeutung des Priesters im Vergleich zum mitfeiernden Kirchenvolk reduzieren. Bernard Tissier de Mallerais, der Biograph Lefebvres, fasst die Kritik in vier Punkten zusammen, und benennt diese dahingehend, dass

„1) durch die Ausmerzung der Opferungsgebete und der zwei Oratorien zur allerheiligsten Dreifaltigkeit das Ziel der Sühneleistung mit Stillschweigen übergangen wird;
2) die unmerklich veränderten Worte der Wandlung eine bloße Erzählung dessen, was Christus beim Abendmahl  vollzogen hat und nicht die ... Umwandlung des Brotes und des Weines in den Leib und das Blut Christi durch das Tun des Priesters ...
3) das Streichen zahlreicher Kreuzzeichen, Verbeugungen, Kniebeugen, ... die Vermutung aufkommen lässt, dass die Gegenwart Christi in der Eucharistie nur im Gebrauch (in der Kommunion) gegeben sei oder dass sie nur geistig vorhanden sei;
4) schließlich das Verschwinden der persönlichen Gebete des Priesters und die sonstigen Veränderungen das sakramentale Priestertum ... verwässern, so dass der Priester nicht mehr als der erscheint, der allein die Macht hat, zu wandeln ...“